# Bellerose
Bellerose  egentligen Pierre Le Messier, död 16 januari 1670, var en fransk skådespelare.
Bellerose var från slutet av 1620-talet fram till 1643 den ledande skådespelaren i Hôtel de Bourgogne i Paris, där han bland annat kreerade Pierre Corneilles Cinna och Le menteur.